# Pesto
El pesto és una salsa típica de la Ligúria que s'utilitza per acompanyar principalment plats de pasta. La versió més popular del pesto està feta a partir de fulles d'alfàbrega fresca, all, formatge, oli d'oliva, sal, pebre, i algun tipus de fruit sec. Rep aquest nom per la manera de preparar-lo, pastant els ingredients amb el morter.

## Etimologia
El Pesto alla genovese; (ˈpesto alla dʒenoˈveːse, -eːze [it]) es refereix al plat original.
El nom pesto és el participi passat del verb genovès pestâ (italià: pestare), que significa "pillar", "per triturar", en referència al mètode original de preparació. Segons la tradició, els ingredients són "aixafats" o triturats en un morter de marbre mitjançant un moviment circular d'un picamà de morter. Aquesta mateixa arrel llatina, a través del francès antic, també va donar lloc al substantiu anglès pestle. Per cert, l'arrel llatina sembla ser similar al adjectiu Sànscrit pishta (sànscrit: पिष्ट, que significa "moltar", "aixafar", "aixafar").
En sentit estricte, pesto és un terme genèric per a qualsevol cosa feta picant; per això la paraula s'utilitza per a diversos pestos a Itàlia. No obstant això, pesto alla genovese ("pesto genoves") segueix sent el pesto més popular a Itàlia i a la resta del món.

## Origen i varietats
El primer exemple va ser, a l'època romana, el Moretum, descrit per Virgili.
La primera recepta del pesto genovès es remunta al segle XIX , encara que sens dubte és deudora de salses picades més antigues com l'agliata (versió lígur de la clàssica agliata), a base d'all i nous, molt estesa a Ligúria durant la república marítima genovesa, i el francès pistou.
A la majoria de les zones genoveses i de La Spezia, s'utilitzaven les restes de pell de formatge perquè eren menys cares, i s'hi afegeixen patates perquè eren menys cares que la pasta.

## El pesto genovès
El pesto genovès, el més conegut a nivell internacional, es fa amb alfàbrega, una planta molt aromàtica que es pot trobar fàcilment a tot Itàlia. El cultiu d'herbes aromàtiques, entre les quals l'alfàbrega, ha tingut presència a la zona de la Ligúria des de temps immemorials.
És per això que en aquesta regió podem trobar un gran nombre de receptes amb una alt ús d'herbes aromàtiques ja en temps de l'edat mitjana, quan s'utilitzaven tant per donar sabor als plats com per conservar els aliments. Sembla que el pesto podria tenir origen en la salsa agliadda o agliata, una salsa a base d'alls que data del segle XIII. Tanmateix, malgrat l'existència d'algunes llegendes que n'atribueixen la creació al monjo d'un convent dedicat a Sant Basili, es creu que la recepta actual de la salsa data del segle xix. Apareix recollida en un receptari per primera vegada l'any 1870, quan Giovanni Battista Ratto la va recollir a La cuciniera genovese.
Els genovesos consideren el pesto com una de les seves delícies culinàries més típiques i des de la regió s'ha presentat com a candidata a esdevenir Patrimoni immaterial de la UNESCO.
Trobem, però altres variants de pesto a altres zones d'Itàlia:
- Pesto de Trapani o sicilià: de color vermell i a base de tomàquet, ametlles, pecorino, all vermell i alfàbrega
- Pesto de ruca: d'un gust més intens i lleugerament amarg
- Pesto di noci: amb anous i pa estovat amb llet
- Pesto d'hivern: a base de julivert, marduix, borratja o remolatxa[1][15]

## Ús de la salsa
La salsa pesto és un ingredient que serveix per a acompanyar qualsevol tipus de pasta italiana, nyoquis, o patates. També es pot afegir a les minestrone, a les amanides de tomàquet o a verdures al forn. El seu ús s'ha estès a pizzes o formatges.

## Ingredients del pesto genovès

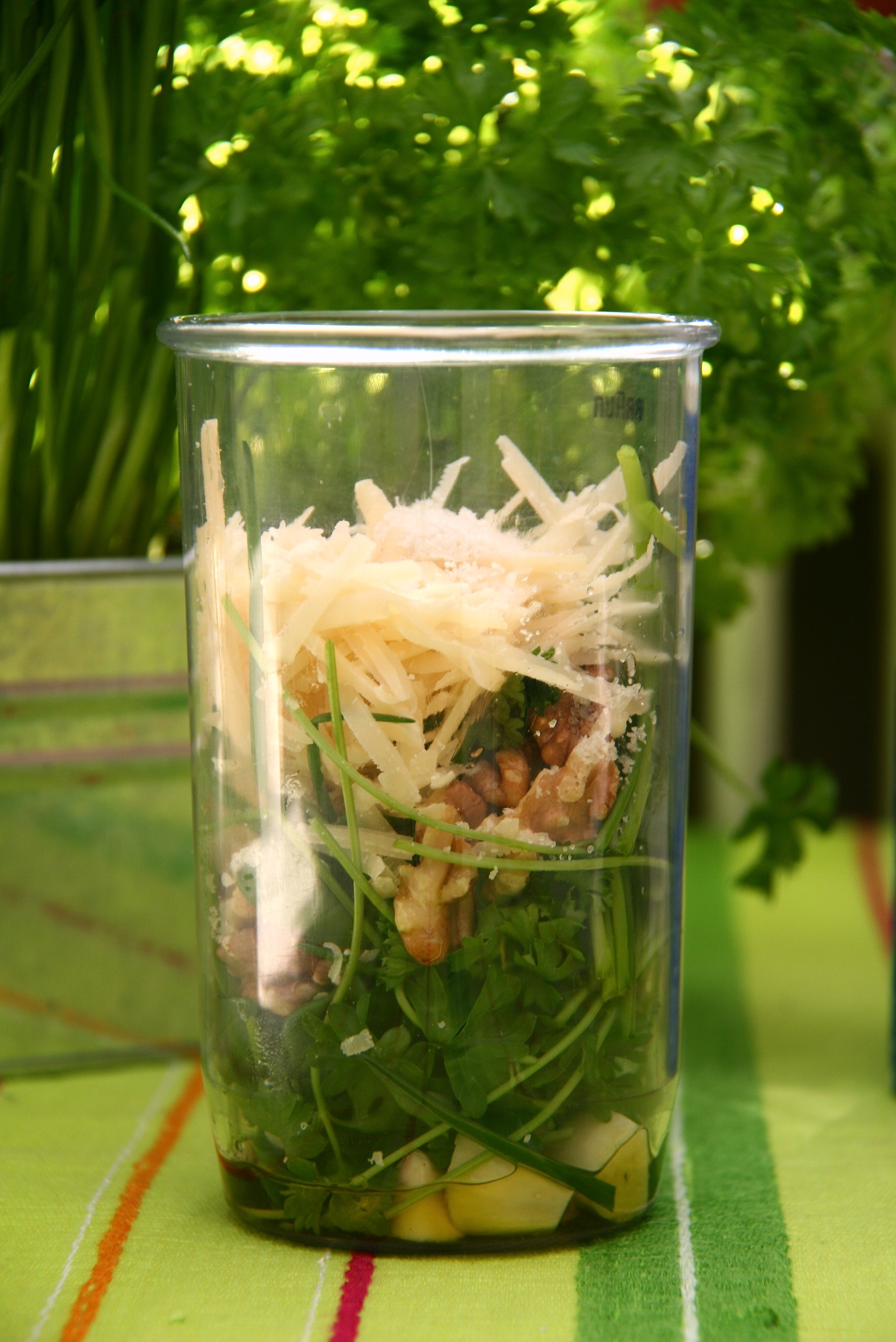
Ingredients del pesto a un pot

La recepta tradicional del pesto genovès conté:
- Un bon manat de fulles fresques d'alfàbrega de fulla gran (genovesa).
- 1 o 2 grans d'all.
- 2 cullerades de pinyons.
- 25 grams de formatge pecorino ratllat (pot ser un altre formatge d'ovella curat i gustós).
- 50 grams de formatge parmesà ratllat
- 3-4 Cullerades d'oli d'oliva verge extra
- Sal comuna grossa, la necessària.

Antigament també s'utilitzava mantega per espessir la salsa.

## Preparació
Posem al morter l'all, els pinyons i la sal grossa i ho picolem bé amb la mà de morter; hi afegim les fulles d'alfàbrega ben rentades i eixutes i continuem triturant-ho tot fins que es converteixi en una pasta; hi incorporem a poc a poc el formatge ratllat i, gota a gota, l'oli, com si volguéssim fer un allioli. La salsa ha de quedar força lligada.
Alternativament, també es podria fer la barreja de tots els ingredients amb una batedora elèctrica a potència ben baixa.

### Galeria

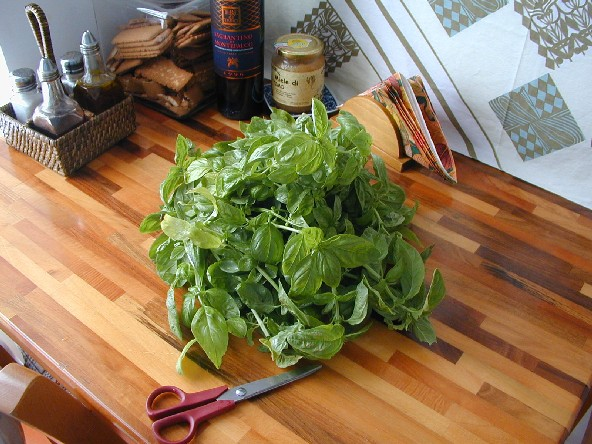
Alfàbrega i tisores per tallar-lo.
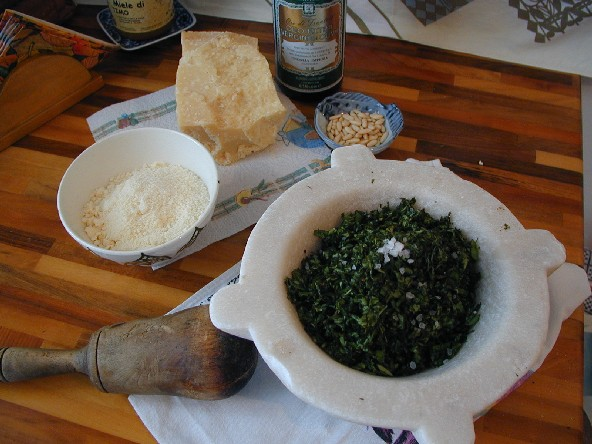
Afegint la sal
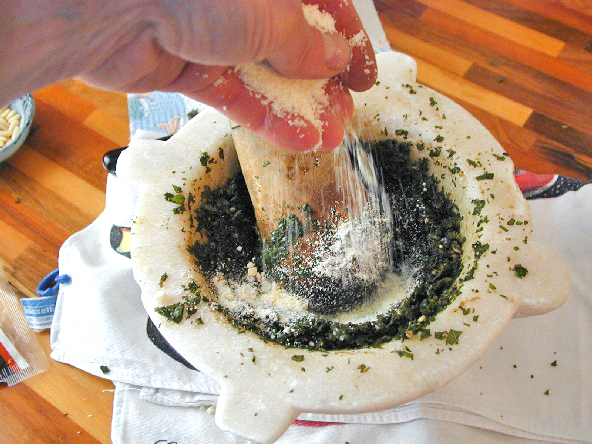
Afegint el formatge parmesà.
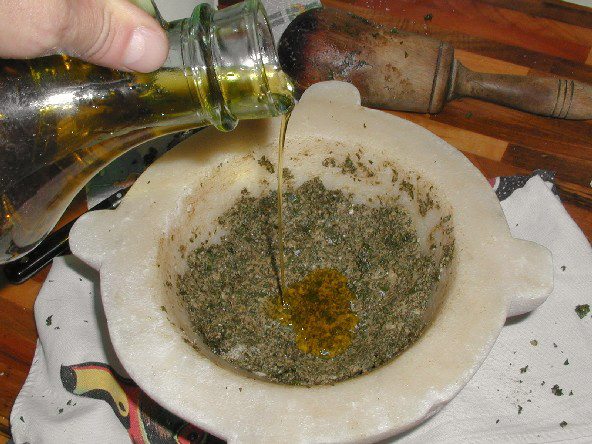
Afegint l'oli d'oliva.
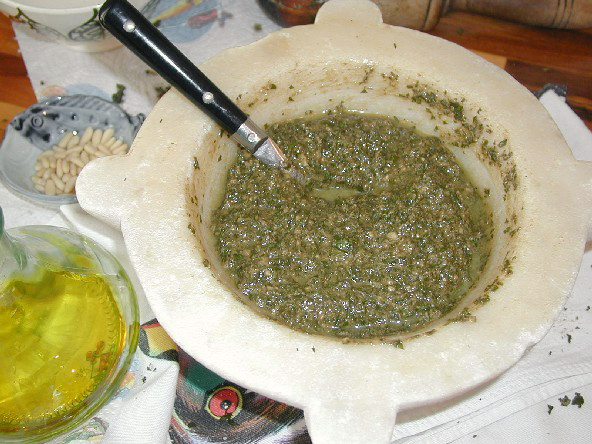
El Pesto acabat.

## Conservació

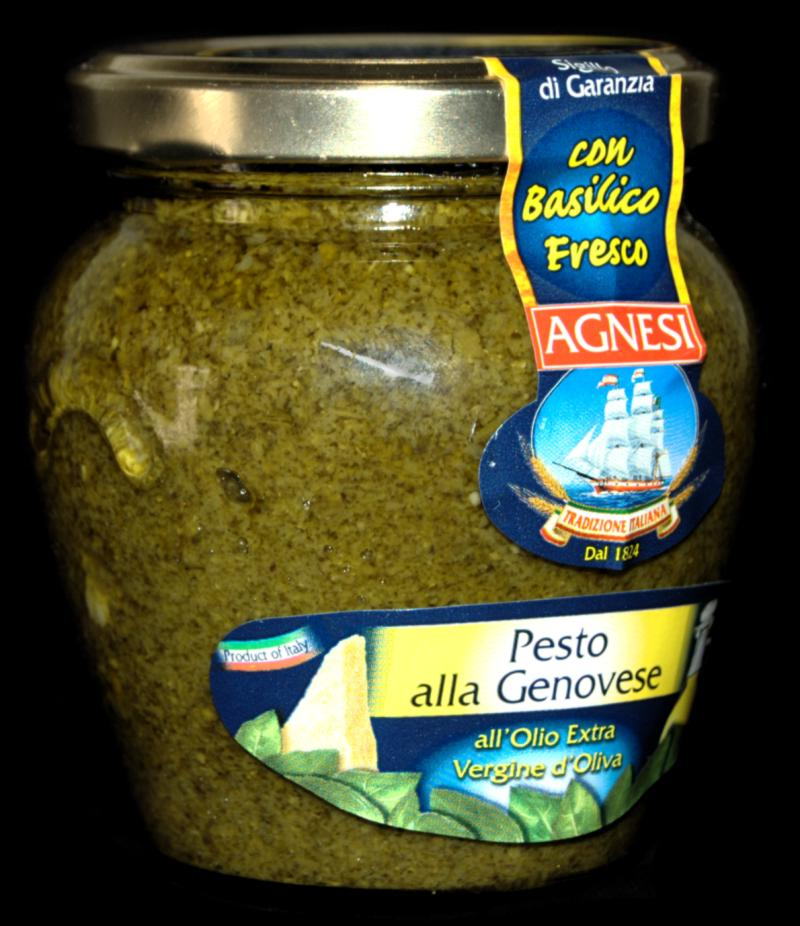
Pot de pesto

Si no es menja immediatament cal tapar-la, ja que s'oxida fàcilment. Es conserva en òptimes condicions a la nevera, en un pot de vidre, si tenim la precaució de recobrir-ne la superfície amb oli d'oliva. Per conservar-la llargament, per exemple congelada, és preferible no posar-li ni l'all, ni el formatge, ni els pinyons, ja que es perd el perfum d'aquests ingredients; es pot fer una picada amb l'alfàbrega i l'oli. En el moment d'utilitzar-la, es descongela la picada d'alfàbrega, es piquen els pinyons, la sal i l'all al morter, s'hi afegeix el formatge, després la picada amb oli que hem descongelat i, finalment, acabarem de lligar la salsa amb una mica més d'oli.

## Altres variants del pesto

### Costa Rica
A la cuina costa-riquenya el pesto ha evolucionat com un guarniment freqüent per a les pastes i amanides. La recepta tica s'enganxa a la tradicional de Ligúria, només substituint els pinyons per criolles ametlles o maranyons i al formatge amb llet d'ovella per formatge fresc nacional. A més, per la gran influència siciliana, és comú el pesto rosso, conegut com a pesto vermell o de tomàquet, que és elaborat per camperols agricultors amb tomàquets frescos o secs de cultiu crioll.

### el Perú

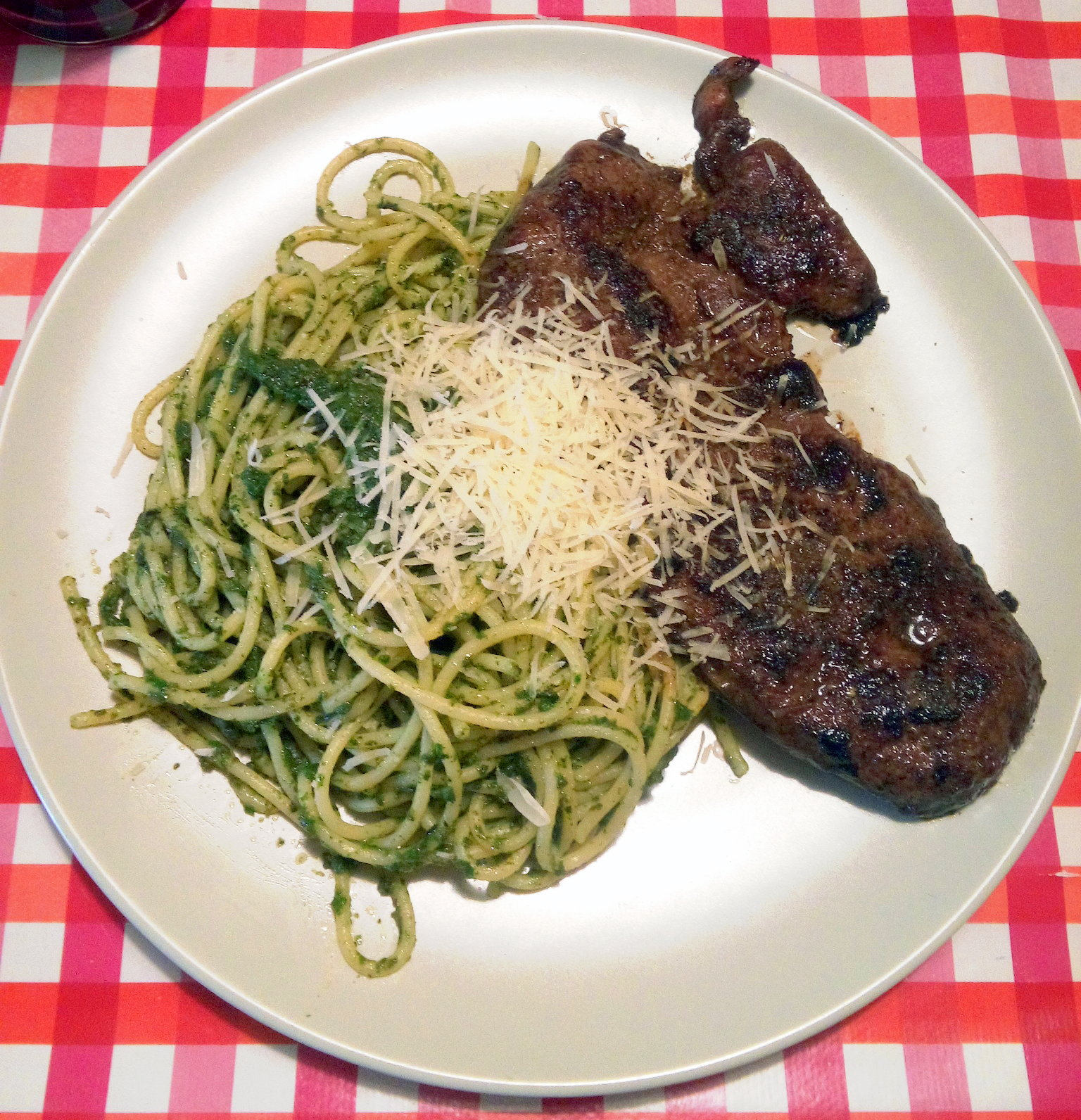
Tallarins verds amb bistec de fetge (Perú)

Donada la gran quantitat d'immigrants italians que van arribar al Perú, que es van instal·lar al port del Callao, i que majoritàriament eren genovesos, existeix una varietat d'aquesta salsa que se serveix amb tallarines. Al Perú, el pesto verd típic de Gènova es prepara més cremós i sense pinyons (a causa de la seva raresa i al seu alt cost), al seu lloc s'usen nous o pacanes, i dos tipus de formatges, el fresc típic del país, que principalment ve de la serra, i el parmesà, oli d'oliva i llet evaporada. Altres ingredients menys costosos són l'alfàbrega, els espinacs i l'oli vegetal. De vegades se serveix amb patates rostides, ou i filet fregits.

### França
A França, particularment a la regió de Provença, existeix una preparació similar anomenada pistou (de l'occità "pistar", picar). La diferència principal és que es fa sense formatge. Se solen utilitzar ametlles o pa ratllat per donar gruix a la salsa, i a vegades pinyons.
Hi ha moltes altres varietats de pesto: pesto rosso (amb tomàquet fresc o sec, també anomenat portofino), pesto d'hivern (on l'alfàbrega se substitueix per espinacs). També hi ha pesto amb altres plantes menys habituals, com l'eruca sativa, fonoll o menta, aquesta darrera barreja va bé, per exemple, amb iogurt a rodanxes de cogombre amb llimona.
També hi ha pestos sense formatge. La motivació darrere d'això pot ser, en particular, l'al·lèrgia a la lactosa o el veganisme. La substitució es pot fer amb anacards,.

## Reconeixements i normativa

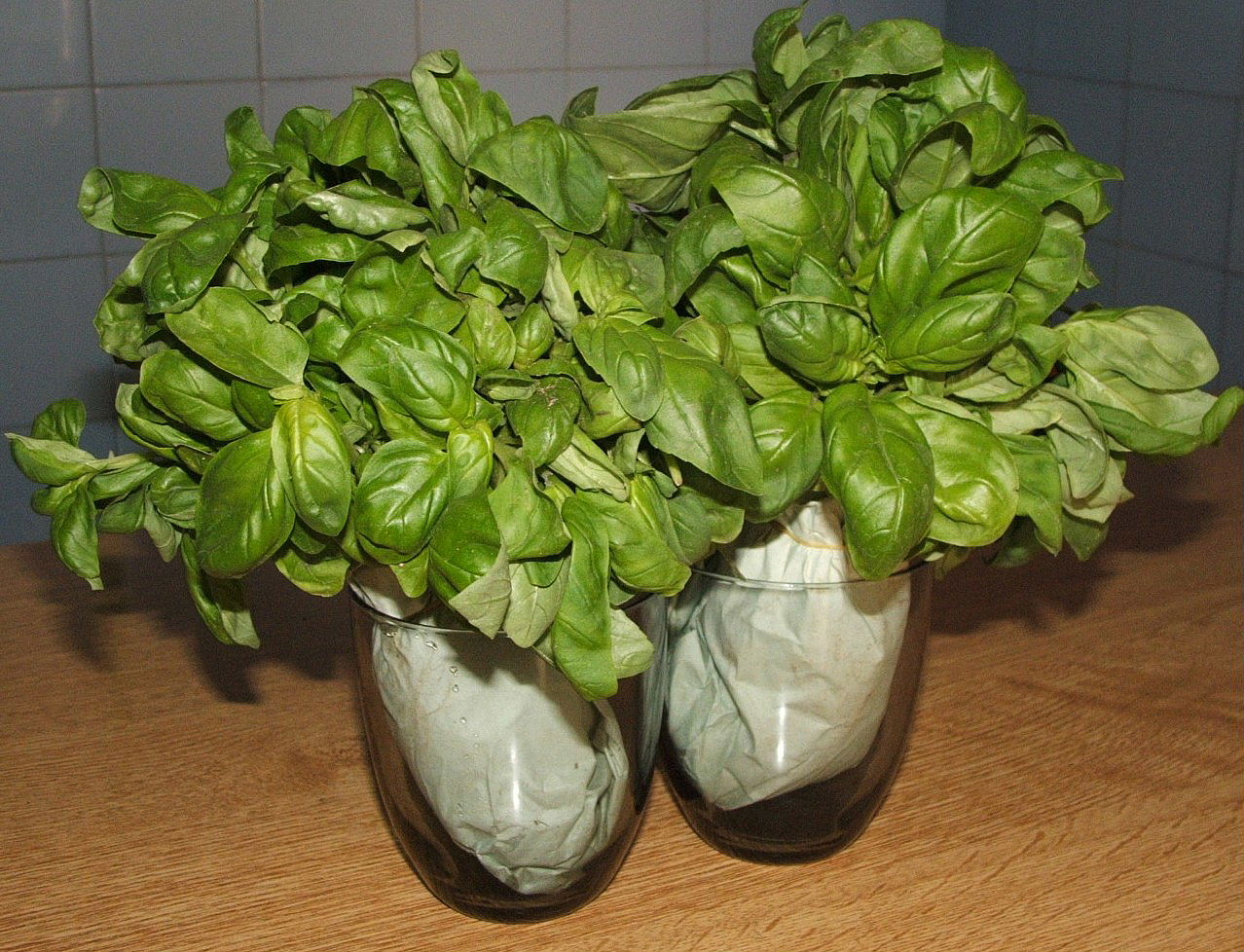
Alfàbrega genovesa DOP de Pra'

El Pesto alla Genovese s'inclou entre els Productes agroalimentaris tradicionals de Ligúria (PAT) reconeguts pel Ministeri italià de Polítiques Agrícoles, Alimentaries i Forestals.
La denominació "pesto genovès" està subjecta a una especificació desenvolupada pel Consorzio del Pesto Genovese.
Sovint als grans punts de distribució (sobretot fora de Ligúria) es pot trobar pesto en què l'oli d'oliva verge extra es substitueix per altres olis de llavors. També s'hi pot trobar salsa de nous en comptes del pinyons original o anacard, àcid cítric, julivert per donar color verd i mongetes verdes per augmentar el volum o altres ingredients que dilueixin o alteren el sabor. Aquests productes, tot i que són molt estesos i agradables al paladar, també difereixen notablement del gust i les propietats organolèptiques de l'autèntic pesto genovès.
Les marques presents a la gran comercialització també venen la versió "sense all" que, però, no es correspon amb l'autèntic pesto tradicional genovès.
Des de l'any 2007 té lloc al Palazzo Ducale de Gènova el Campionat del món de pesto de morter organitzat per l'associació Palatifini, presidida de Roberto Panizza, el “rei” del pesto. Actualment, se celebra cada dos anys i hi competeixen 100 competidors escollits després de proves eliminatòries.